# Innocentius I
Innocentius I, född okänt år i Albano, död 12 mars 417, var påve från den 21 december 401 till sin död. Han vördas som helgon i Romersk-katolska kyrkan, med minnesdag den 12 mars.

## Biografi
Innocentius föddes, uppger Liber Pontificalis, i Albano som son till en man vid namn Innocentius, och fick sin uppfostran hos det romerska prästerskapet. Han valdes enhälligt av prästerskapet och folket till Anastasius I:s efterträdare. Under Innocentius pontifikat inträffade goternas belägring av Rom under deras kung Alarik I, och Innocentius deltog själv i en beskickning till Ravenna för att sluta fred med goterna. När förhandlingarna i Ravenna strandade, lät goterna år 410 skövla Rom, så att beskickningen inte skulle ha något att återvända till.
Innocentius ingrep i tidens lärostrider och återtog flera kyrkor från novatianerna. Han antas även vara upphovsman till kejsar Honorius stränga edikt (407) mot manikéer, montanister och priscillianer. Han fördömde även Pelagius som kättersk. Med donationer av en rik romersk dam vid namn Vestina kunde han låta bygga titelkyrkan San Vitale.
Innocentius I hävdade med kraft och skicklighet den romerska stolens primat och lyckades ytterligare utsträcka detsamma; bland annat insatte han en påvlig vikarie i östra Illyrien. Han uppträdde som överhuvud över både den östliga och västliga kyrkan, förnyade ärkebiskopen av Thessalonikis rätt att konsekrera biskopar i Illyrien och gjorde denne till romerska kyrkans företrädare i församlingen i östra Illyrien. Han bidrog också till att den romerska kyrkans regler blev norm i Europa, genom att 404 sända ett dekret till biskopen av Rouen angående ecklesiastikala disciplinfrågor, och sedan likartade dekret till bland andra biskoparna i Toulouse, Makedonien, Gubbio, Nocera och Storbritannien. 
Han beskyddade Johannes Chrysostomos, förklarade synoden som avsatt honom för ogiltig, och brevväxlade med Johannes under hans exil, men misslyckades dock med att återinföra honom som patriark i Konstantinopel. Efter att Johannes dött i landsflykt, lyckades Innocentius återinföra hans namn i diptykerna. 
När Hieronymus och dennes kloster samt några nunnor i Betlehem attackerades av Pelagius anhängare, ledde detta till att Innocentius anklagade biskopen av Jerusalem för försummelser. Pelagius läror fördömdes 415 vid en synod i Jerusalem. Synodens beslut förnyades av de afrikanska biskoparna året därpå, varefter Pelagius ångrade sig, och sände en syndabekännelse till Innocentius, men innan brevet hade nått fram hade Innocentius avlidit.